# アトムグループ
アトムグルームは、愛媛県松山市を中心に医療・福祉・サービス事業を行う法人グループである。

## 概要
医療法人順風会天山病院を中核に「医療・福祉・教育・NPO・サービス」の各部協働で少子高齢社会を総合支援する企業グループを標榜している。グループで医療法人や社会福祉法人、NPO法人、学校法人、サービス（給食、不動産、タクシーなど）を傘下に持つ。

## 沿革
- 1980年 - 天山病院を開設。白寿荘を開設。松山幼稚園を開設。和泉保育園を開設。
- 1983年 - アトム生活なんでもセンター設立。
- 1985年 - 天山家政婦紹介所（現：ケアメイツ・ネットワーク）設立。
- 1989年 - 老人保健施設 れんげ荘を開設。株式会社ウインクラブ設立。
- 1990年 - 八倉医院を開設（デイケアセンターオープン）。株式会社笹錦食産を買収。
- 1994年 - 亜童夢ランドをオープン。西安亜童夢実業有限公司を設立。
- 1995年 - 老人保健施設 長安を開設。
- 1996年
  - デイケアセンター竹林館をオープン。
  - アトムタクシーが民間救急センター事業を開始[1]。
  - 中国で日本企業が運営するのは初となるテーマパーク「西安亜童夢国」（アトムランド）を中国西安市にオープン[2]。
- 1998年 - 知的障害者更生施設 希望ヶ丘を開設。デイサービスセンター和泉（サテライト型）オープン。
- 1999年 - 特定非営利活動法人アクティブボランティア21を設立（愛媛県で第1号のNPO法人として認証を受ける[3]）。
- 2000年 - ケアメイツ・ネットワークがヘルパーステーション5か所オープン。生きがいデイサービスセンターあまやま天赦苑をオープン。
- 2001年 - 天山病院を療養型へ増築。老人保健施設 西安を開設。
- 2002年 - プチファーム（障害者 通所授産・地域活動支援センター）を開設。
- 2003年 - EMによる松山城濠水浄化実験の開始。
- 2005年
  - 星岡保育園を開設。
  - 在宅介護複合施設 康復センター星岡を開設。
  - まつやまNPOサポートセンターの運用開始（アクティブボランティア21が松山市より運営受託）。
- 2006年 - 松山市地域包括支援センター石井・久谷の運用開始（白寿会が松山市より運営受託）。
- 2007年 - アルムの里（障害者 自立訓練・就労支援センター）を開設。アトム在宅支援センタービルを開設。
- 2008年 - 松山認定こども園 星岡の運営開始。松山認定こども園 和泉の運営開始。順風会 健診センターを開設。
- 2009年 - 浮穴保育園の運営開始（和泉蓮華会が松山市より運営受託）。
- 2010年 - 医療観光の第1団が来日。
- 2012年 - 道後保育園の運営開始（和泉蓮華会が松山市より運営受託）。子育て応援3点セット運用開始。
- 2013年 - アトムタクシーが発起人となり、市内4事業者で松山市民間救急協同組合を設立。
- 2014年 - セブンイレブン松山天山店を開設。
- 2015年 - 天山歯科クリニックを開設。在宅介護複合施設サンサンを開設。
- 2016年 - 白浜保育所の運営開始(和泉蓮華会が八幡浜市より運営受託）。
- 2017年 - 愛媛県内では初となる介護分野での外国人技能実習生を受入[4]。
- 2019年
  - 病児・病後児保育施設キッズケア・しらはまの運営開始(和泉蓮華会が八幡浜市より受託運営）。
  - 天山病院　脳神経センター新設
- 2020年 - 高齢者総合福祉施設 サンシティ北条を開設。

## グループ法人
- アトム総合企画株式会社（不動産業、IT業務に関するコンサルティング・受託業務など）
- 医療法人順風会
- 社会福祉法人白寿会
- 社会福祉法人和泉蓮華会
- 学校法人松山学園
- アトム緑化開発株式会社（造園・土木業・建築業）
- 芙蓉メンテナンス株式会社（清掃・保安警備、建築・営繕業務など）
- 株式会社笹錦食産（給食、在宅配食など）
- 株式会社アトム商事（介護用品の販売、レンタル、不動産賃貸など）
- アトムタクシー株式会社（一般乗用旅客自動車運送事業、一般乗合旅客自動車運送事業）
- アトムタクシー有限会社（一般乗用旅客自動車運送事業・介護タクシー）
- 有限会社アトムGPSサービス（自動車整備・点検、中古車販売など）
- 株式会社松山公益社（葬祭事業、イベント企画・設営など）
- 有限会社アトム不動産（不動産管理業）
- アトム石油株式会社（石油販売、自動車整備）
- 株式会社ウインクラブ（冠婚葬祭互助会など）
- えひめ介護ネットワーク協同組合（医療・介護資材の共同購入、外国人技能実習生協同受入・職業紹介事業など）
- 株式会社ケアメイツ・ネットワーク（有料職業紹介事業、労働者派遣事業、居宅介護支援）
- 株式会社エス・アンド・エイ（セブンイレブン運営）